# Eufriesea theresiae
Eufriesea theresiae är en biart som först beskrevs av Alexander Mocsáry 1908.
Eufriesea theresiae ingår i släktet Eufriesea, tribus orkidébin och familjen långtungebin. Inga underarter finns listade.